# Fernando Nava
Enrique Fernando Nava López (Guanajuato, 30 de mayo de 1959) es un especialista en lengua y gramática purépecha. Ha sido director general fundador del Instituto Nacional de Lenguas Indígenas (2004-2010) y miembro de número de la Academia Mexicana de la Lengua (2017).

## Biografía
Fernando Nava estudió lingüística en la Escuela Nacional de Antropología e Historia (ENAH) en la Ciudad de México (1999) y la maestría en Lingüística en la Universidad Nacional Autónoma de México (UNAM) y en El Colegio de México en esta misma ciudad. En el 2004 se doctoró en Antropología por la ENAH y la UNAM; y realizó estudios de música en el Conservatorio Nacional de Música y en la Escuela Nacional de Música de la UNAM.
Ha sido docente de la Escuela Nacional de Danza Folklórica, del Instituto Nacional de Bellas Artes, Escuela Nacional de Música de la UNAM; del Centro de Investigaciones y Estudios Superiores en Antropología Social, Conservatorio de las Rosas (Morelia, Mich.), entre otros. Como parte de sus labores de investigación ha sido parte del Instituto de Investigaciones Antropológicas de la Universidad Nacional Autónoma de México, del Centro Nacional de Investigación, Documentación e Información Musical del INBA y de la Fonoteca y Archivo de Tradiciones Populares del Centro de Estudios Lingüísticos y Literarios de El Colegio de México.
Entre sus temas de investigación figuran el idioma purépecha, náhuatl y diidxazá (zapoteco del Istmo); la música tradicional mexicana, el canto en lenguas indígenas, las tradiciones populares, la música de las danzas con tema de Conquista y la musicalización de la poesía oral improvisada.

### Proyectos
- Laboratorio de lingüística (Colectivo)
- Campos semánticos de la música purhépecha (Individual)
- Estudio de literatura, canto, música, danza y plástica ritual-festiva tradicionales (Individual)[6]

## Publicaciones[8][9]
- “Música indígena de la Sierra Gorda: expresiones actuales de los chichimecas y los otomíes de Guanajuato”, en E. Fernando Nava L., Comp., Memoria del Primer Coloquio sobre Otopames. México: Instituto de Investigaciones Antropológicas de la UNAM, segunda edición 2004, p. 117-120 (en coautoría con María Isabel Flores).
- “Música y literatura tradicionales”, en Yvette Jiménez de Báez, Ed., Lenguajes de la tradición popular: fiesta, canto, música y representación. México: El Colegio de México, 2002, p. 39-54.
- “Musical Traditions of the P'urhepecha (Tarascos) of Michoacan (Mexico)”, en Malena Kuss (Ed.), Music in Latin America and the Caribbean: An encyclopedic history; Austin: University of Texas Press, 2004; Vol. 1, Performing Beliefs: Indigenous Peoples of South America. Central America, and Mexico, p. 247-260.
- “Desde las canciones seris hacia la comparación entre tradiciones musicales indígenas”, en Carlo Bonfiglioli, Arturo Gutiérrez & María Eugenia Olavarría (Eds.), Las vías del Noroeste I: Una macrorregión indígena americana. México, Instituto de Investigaciones Antropológicas-UNAM, 2006, p. 297-310.
- “Las (muchas) músicas de las (numerosas) sociedades indígenas”, en Aurelio Tello (Coord.), La música en México. Panorama del siglo xx. México, Fondo de Cultura Económica, CONACULTA, 2010, p. 29-105.
- “La música indígena: algunos de los conocimientos que la hacen sonar”, en Culturas Indígenas. Boletín de la Dirección General de Investigación y Patrimonio Cultural. México, Comisión Nacional para el Desarrollo de los Pueblos Indígenas, 2011, Vol. 3, Núm. 6, p. 20-26.
- El campo semántico del sonido musical p'urhépecha, México, INAH, 1999 (Colección Científica, 388).
- “Música y aspectos afines en los horizontes chichimecos y mesoamericanos”, en Marie-Areti Hers, et al. (Eds.), Nómadas y sedentarios en el Norte de México; homenaje a la doctora Beatriz Braniff, México, UNAM, 2000; p.57-78.
- “Canon y marginalidad de las expresiones musicales relacionadas con las décimas y glosas mexicanas”, Memoria del VI Encuentro-Festival Iberoamericano de la Décima y el Verso Improvisado. Las Palmas de Gran Canaria, España: Universidad de Las Palmas de Gran Canaria, 2000; p.297-323.
- “Una pastorela en lengua p’orhepecha”, en Rafael Olea Franco (Ed.), Literatura Mexicana del Otro Fin de Siglo. México, D. F.: El Colegio de México, 2001, p.469-490.